# 에드워드 킷시스
에드워드 킷시스(Edward Kitsis, 1971년 2월 4일 ~ )는 미국의 각본가, 프로듀서이다.